# Aerospace Valley
Aerospace Valley ist ein französischer Zusammenschluss von Unternehmen und Forschungszentren der Luft- und Raumfahrttechnik. Der Cluster befindet sich in den Regionen Okzitanien und Nouvelle-Aquitaine im Südwesten Frankreichs und ist hauptsächlich in und um die Städte Bordeaux und Toulouse konzentriert.
Mehr als 500 Mitgliedsunternehmen (darunter Airbus, Air France Industries und Dassault Aviation) sind für rund 120 000 Arbeitsplätze in der Luft- und Raumfahrtindustrie verantwortlich. Darüber hinaus arbeiten rund 8 500 Forscher in den angeschlossenen Unternehmen und Institutionen sowie in den drei wichtigsten Fakultäten für Luftfahrttechnik: ENAC, IPSA und SUPAERO.
Erklärtes Ziel des Clusters ist es, bis 2026 zwischen 40 000 und 45 000 neue Arbeitsplätze zu schaffen. Seit seiner Gründung im Jahr 2005 hat der Cluster rund 220 Forschungsprojekte mit einem Gesamtbudget von 460 Mio. € auf den Weg gebracht, davon 204 Mio. € aus staatlichen Mitteln.